# Maria Oversloot
Maria Petronella „Puck“ Oversloot (* 22. Mai 1914 in Rotterdam; † 7. Januar 2009 ebenda) war eine niederländische Schwimmerin.

## Leben
Im Alter von 16 Jahren wurde Oversloot als Reserveschwimmerin für die Olympischen Spiele 1932 in Los Angeles nominiert. Dort rückte sie für die kurz vor dem Finale erkrankte Marie Braun in das niederländische Team der 4-mal-100-Meter-Freistilstaffel. Gemeinsam mit Corrie Laddé, Willy den Ouden und Marie Vierdag gewann sie in neuer Europarekordzeit von 4:47,5 Minuten die Silbermedaille.
Im Einzelwettbewerb über 400 Meter Freistil waren Oversloot und Braun bereits für das Halbfinale qualifiziert. Aus Solidarität mit der erkrankten Braun verzichtete Oversloot auf eine weitere Teilnahme.
Über 100 Meter Rücken schied sie bereits im Vorlauf aus.
1933 brach Oversloot den von Marie Braun gehaltenen Landesrekord über 100 m Rücken und wurde niederländische Meisterin.
Sie gewann bei den Schwimmeuropameisterschaften 1934 in Magdeburg eine Bronzemedaille über 100 Meter Rücken.
Puck Oversloot starb am 7. Januar 2009 im Alter von 94 Jahren in ihrer Geburtsstadt Rotterdam. Sie war die am längsten lebende niederländische Teilnehmerin an den Olympischen Spielen 1932 in Los Angeles.